# Spigolo
 (avril 2023).
Si vous disposez d'ouvrages ou d'articles de référence ou si vous connaissez des sites web de qualité traitant du thème abordé ici, merci de compléter l'article en donnant les références utiles à sa vérifiabilité et en les liant à la section « Notes et références ».

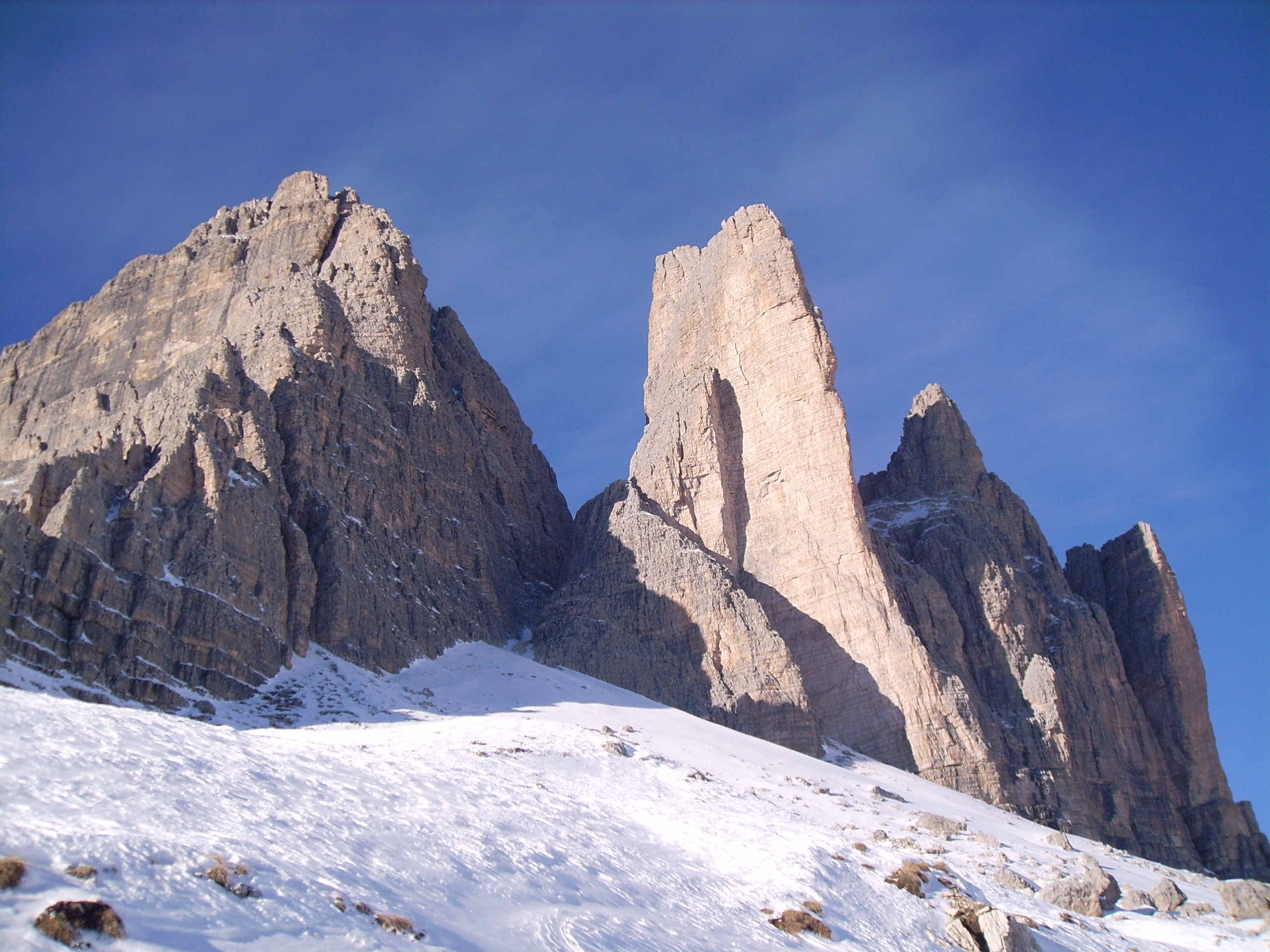
Spigolo Giallo de la Cima Piccola.

Spigolo, terme italien dont l'équivalent en français est « arête », désigne une structure caractéristique du relief dolomitique.
Le spigolo est le point de rencontre entre deux faces très raides et constitue une arête quasi verticale.
L'escalade d'un spigolo est particulièrement « aérienne ». Un exemple caractéristique est le Spigolo Giallo de la Cima Piccola (Tre Cime di Lavaredo). En France, dans les Pyrénées, on connaît le spigolo de la petite aiguille d’Ansabère.